# 17-й фронт (Японія)
17-й фро́нт (яп. 【第十七方面軍】) — вище оперативно-стратегічне об'єднання збройних сил Японської імперії, фронт Імперської армії Японії в 1945 році. Брав участь у радянсько-японській війні (1945) на території Кореї.

## Дані
- Сформований: 22 січня 1945 року шляхом переформування Корейської армії.
- Кодова назва: Чіку (【築】, «будівництво»)[1].
- Підпорядкування: Квантунська армія.
- Район бойових дій: Корея, корейсько-радянське пограниччя.
- Штаб: Кейджьо, Корейське генерал-губернаторство, Японія.
- Місце останньої дислокації штабу: Кейджьо, Корейське генерал-губернаторство, Японія.
- Припинив існування: 15 серпня 1942 року після капітуляції Японії у Другій світовій війні.

## Бойові дії
- Радянсько-японська війна (1945) як складова Другої світової війни.
Оборона Корейського генерал-губернаторства від наступу радянських військ.

## Командування
Командири фронту:
1. генерал-лейтенант Ітаґакі Сейшіро (1 лютого 1945 — 20 квітня 1945)[2];;
2. генерал-лейтенант Уецукі Йошіро (20 квітня 1945 — 15 серпня 1945)[2].

Голова штабу фронту:
1. генерал-лейтенант Іїхара Джюнтаро (1 лютого 1945 — 15 серпня 1945)[2].

Віце-голови штабу фронту: 
1. полковник Суґай Такемаро (7 квітня 1945 — 1 червня 1945)[2];
2. генерал-майор Кубо Мічіо (1 червня 1945 — 15 серпня 1945)[2].

## Склад

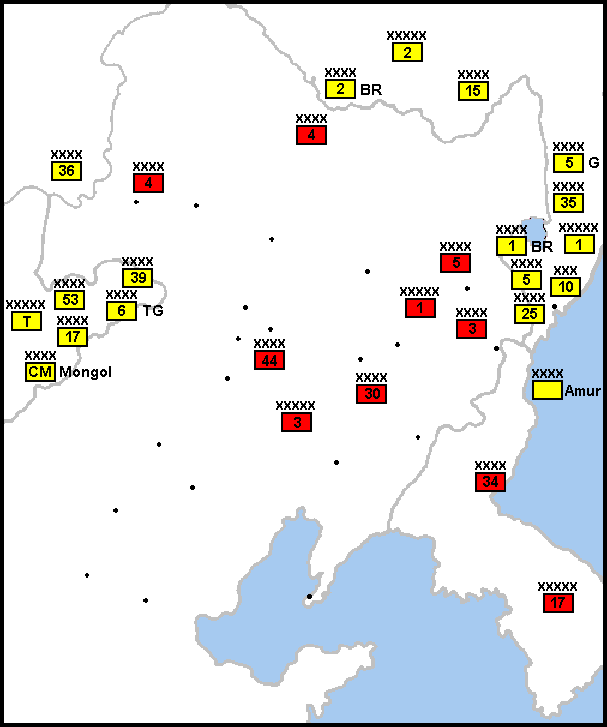
17-й фронт в Кореї напередодні радянського вторгнення (1945)

- 58-а армія (Японія);
- 120-а дивізія (Японія);
- 150-а дивізія (Японія);
- 160-а дивізія (Японія);
- 320-а дивізія (Японія);
- 127-а самостійна змішана бригада;
- Пусанський гарнізон;
- Йосуський гарнізон.